# عين الأسد (إسرائيل)
عين الأسد (بالعبريَّة: עין אל-אסד) هي قرية درزية تقع ضمن أراضي منطقة الجليل، وتقع إداريًا في المنطقة الشمالية في إسرائيل. تقع القرية بالقرب من بلدة الرامة الجليليَّة في منطقة الجليل، وهي تخضع لسلطة مجلس ميروم هجليل الإقليمي. في عام 2018 كان عدد سكانها حوالي 872 شخص، معظمهم من أتباع طائفة الموحدون الدروز.

## تاريخ
تأسس مجتمع عين الأسد في عام 1899 من قِبل الموحدين الدروز من بلدة بيت جن، وتمت تسميتها على اسم ينبوع يقع خارج القرية. في عام 1949 استقرت في القرية العديد من العائلات العربية المسلمة التي تم ترحيلها من قرية الفراضيّة المجاورة، ولكن بسبب النزاعات بينهم وبين السكان المحليين، غادر معظمهم بعد ذلك بفترة قصيرة، وبقيت عائلتان فقط في القرية.

### الإنتداب البريطاني
في تعداد فلسطين عام 1922 الذي أجرته سلطات الانتداب البريطاني، بلغ عدد سكان عين الأسد 48 شخصاً. منهم مسيحي واحد وحوالي 47 درزيًا، وشهدت أعداد سكان القرية زيادة في تعداد عام 1931 ليصل إلى حوالي 81 شخصاً؛ منهم مسيحي واحد وحوالي 80 درزيًا، يسكنون في حوالي 18 منزلًا.
في إحصاءات عام 1945، بلغ عدد سكان عين الأسد مع بيت جن حوالي 1,640 شخصاً، وجميعهم صُنفوا على أنهم «آخرون» (أي من الموحدون الدروز، وسكن منهم حوالي 120 شخص في عين الأسد)، وكانوا يملكون حوالي 43,550 دونم من الأراضي وفقاً لدائرة مسح الأراضي والسكان الرسمي. وكانت حوالي 2,530 دونم من الأراضي المزروعة والأراضي القابلة للري، في حين تم استخدام 7,406 دونم للحبوب وكانت حوالي 67 دونماً من الأراضي (العمرانية) المبنية.

## دولة إسرائيل
في عام 1984 أقيمت خلوة كدار عبادة للطائفة الدرزية، ومن عائلات القرية: أبو صلاح، وعواد، وبدر، وعامر، ومرعي وغيرها.